# Taux d'exploitation
Vous pouvez aider à l'améliorer ou bien discuter des problèmes sur sa page de discussion.
- Il ne cite pas suffisamment ses sources. Vous pouvez indiquer les passages à sourcer avec {{référence nécessaire}} ou {{Référence souhaitée}}, et inclure les références utiles en les liant aux notes de bas de page. (Marqué depuis mars 2024)
- Son contenu est rédigé entièrement ou presque à partir d'une seule source. N'hésitez pas à modifier cet article pour améliorer sa vérifiabilité en apportant de nouvelles références dans des notes de bas de page. (Marqué depuis mars 2024)
- Il a besoin d’être illustré. Des médias (images, animations, vidéos, sons) sous licence libre ou du domaine public sont les bienvenus pour l'améliorer.
Si vous êtes l’auteur d’un média que vous souhaitez partager, importez-le. Si vous n’êtes pas l’auteur, vous pouvez néanmoins faire une demande de libération d’image à son auteur. (Marqué depuis mars 2024)

- Archive Wikiwix
- Bing
- Cairn
- DuckDuckGo
- E. Universalis
- Gallica
- Google
- G. Books
- G. News
- G. Scholar
- Persée
- Qwant
- (zh) Baidu
- (ru) Yandex
- (wd) trouver des œuvres sur Wikidata

Le taux d'exploitation (ou taux de plus-value) est un concept marxiste central. C'est le rapport entre le temps de travail non rémunérée (plus-value, ou {\displaystyle Pl}) et le temps de travail rémunéré (ou capital variable {\displaystyle V}).

## Formule mathématique
Le taux de plus-value se calcule simplement comme le quotient : {\displaystyle {Pl \over V}}.
Puisqu'il y a exploitation, on peut alors écrire : {\displaystyle {Pl \over V}>0}.

## Différence entre les deux taux
Le taux de plus-value et le taux d'exploitation ne sont pas des termes parfaitement identiques, dans la mesure où il y a une différence entre la plus-value réalisée et la plus-value produite. Ainsi, la quantité de travail non-payée réalisée par les travailleurs dans une entreprise peut correspondre à une valeur supérieure ou inférieure à la plus-value concrètement réalisée sous forme de profit lors de l'échange de la production. L’implication est que si le montant brut du profit est lié aux coûts salariaux pour établir le taux de plus-value, alors le taux réel d'exploitation pourrait être surestimé ou sous-estimé. Bien que ce soit un point subtil, cela a parfois joué un rôle important dans les négociations salariales menées par des syndicats. À titre d'exemples hyperboliques, les prolétaires peuvent travailler extrêmement dur dans une entreprise qui fonctionne pourtant à perte ; de plus, les travailleurs pourraient travailler moins dur, sachant que leur produit se vendra comme des petits pains chauds sur un marché de vendeurs à des prix surévalués, générant des bénéfices disproportionnés par rapport à l’apport de travail. La différence entre les termes de plus-value réalisée et de plus-value produite devient encore plus marquée si l'on considère la plus-value en termes de revenus nets des classes sociales, c'est-à-dire le revenu net du travail et le revenu net de la propriété. Marx a identifié cinq formules différentes pour le taux de plus-value.

## Rôle au sein du capitalisme

### Pour l'augmentation du taux de profit
Le taux de profit peut s'écrire comme tel : {\displaystyle {{Pl \over V} \over {C \over V}+1}}. Une augmentation du taux d'exploitation induit donc une augmentation du taux de profit.

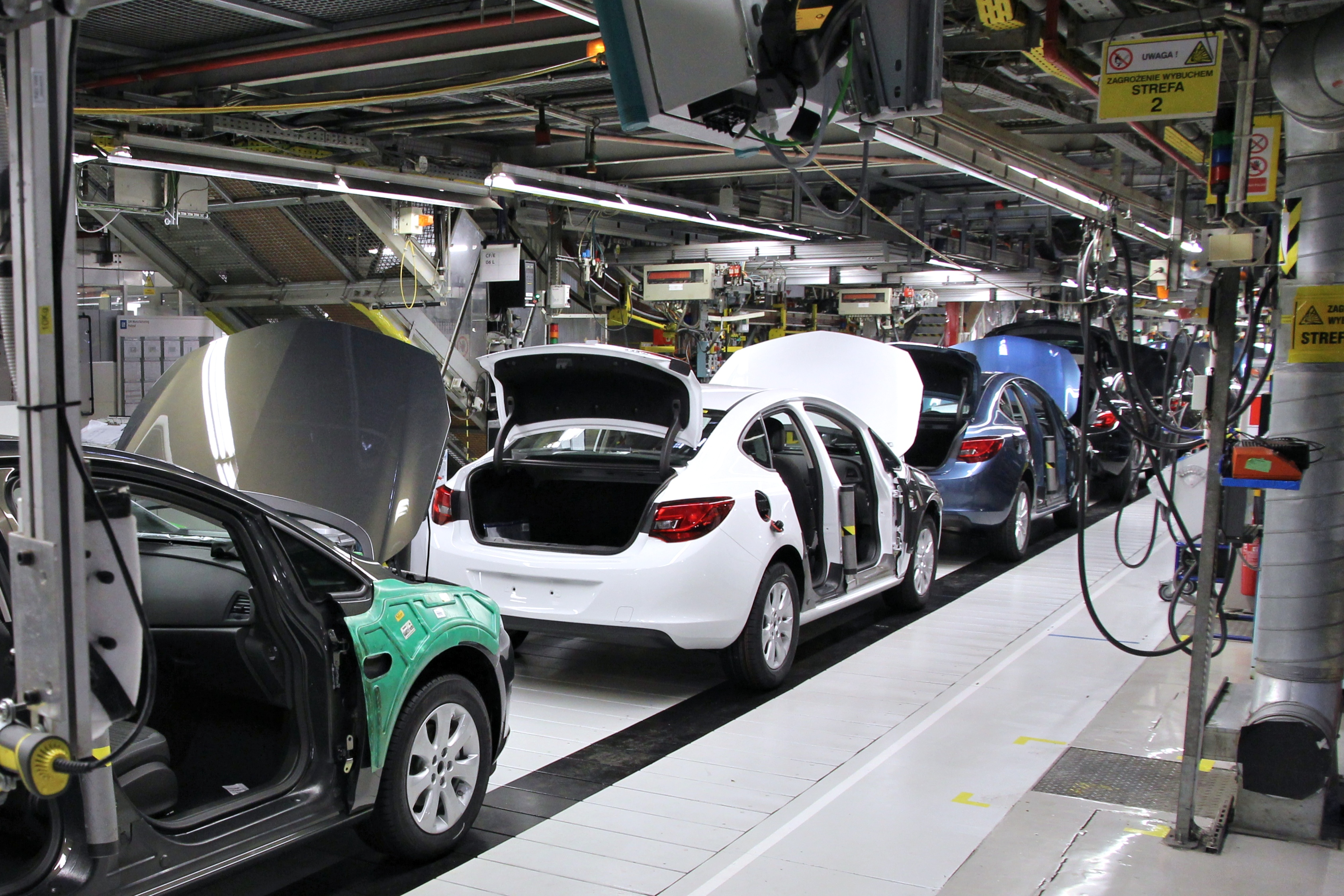
D'après la théorie marxiste, la division du travail conduit le travailleur à être dépossédé de son travail et donc de lui-même.

Les capitalistes vont donc augmenter le taux de plus-value. Karl Marx voit deux moyens possibles pour y parvenir :
- La plus-value absolue : les capitalistes vont augmenter le nombre d'heures de travail des ouvriers (sur l'année, sur le mois, sur la journée...) alors que les salaires restent au niveau de subsistance. Puisque le nombre d'heures dans une journée est limité, ce moyen devra s'épuiser avant d'aboutir à la seconde méthode[4].
- La plus-value relative : les capitalistes vont augmenter la productivité des ouvriers, soit par la division du travail. Cette division du travail réduira le nombre de tâches à effectuer par ouvrier, et éloignera l'ouvrier de la réalisation du produit final, du sentiment d'accomplissement, et donc dépossédera le travailleur de lui-même : il y a aliénation[4].